# Jaroslav Chum
Jaroslav Chum, född 23 september 1997 i Kladno, är en tjeckisk parkourutövare.

## Karriär
I maj 2022 tog Chum guld i speed vid världscupen i Montpellier. I maj 2023 tog han brons i speed vid världscupen i Montpellier. I september 2023 tog Chum sitt andra guld i speed vid världscupen i Sofia.
I maj 2024 tog Chum sitt tredje guld i speed vid världscupen i Montpellier. I november 2024 tog han brons i speed vid VM i Kitakyūshū.